# Manuel Monzón Mingorance
Manuel Monzón Mingorance (Santa Cruz de Tenerife; 14 de diciembre de 1937-Santa Cruz de Tenerife; 17 de octubre de 2011) fue el fundador de la comparsa Los Rumberos y es llamado "el padre de las comparsas" del Carnaval de Santa Cruz de Tenerife.

## Biografía
Nació el 14 de diciembre de 1937 en Santa Cruz de Tenerife.
Su pasión por el carnaval comenzó ya en su juventud mientras disfrutaba en las parrandas tan comunes en la isla de Tenerife. Posteriormente emigró a Venezuela con la idea de fundar una agrupación para el Carnaval de Santa Cruz de Tenerife. Al regresar a la isla años después, fundó la primera comparsa del carnaval de esta ciudad, la comparsa Los Rumberos. Tomó como referencia las comparsas del Carnaval de Río de Janeiro.
En 2011, el Cabildo de Tenerife le entregó el título de Hijo Ilustre de Tenerife. Manuel Monzón falleció el 17 de octubre de 2011 en su ciudad natal víctima de un cáncer. Fue enterrado en el Cementerio de Santa Lastenia de la ciudad.
Posteriormente, el 6 de noviembre de 2012 el Ayuntamiento de Santa Cruz de Tenerife le dio el título de Hijo Predilecto de Santa Cruz de Tenerife.
En el mundo del Carnaval de Santa Cruz, Manuel Monzón es considerado para las comparsas el equivalente a Enrique González Bethencourt, el cual es considerado a su vez, "el padre de las murgas" de Canarias.